# Bîlină

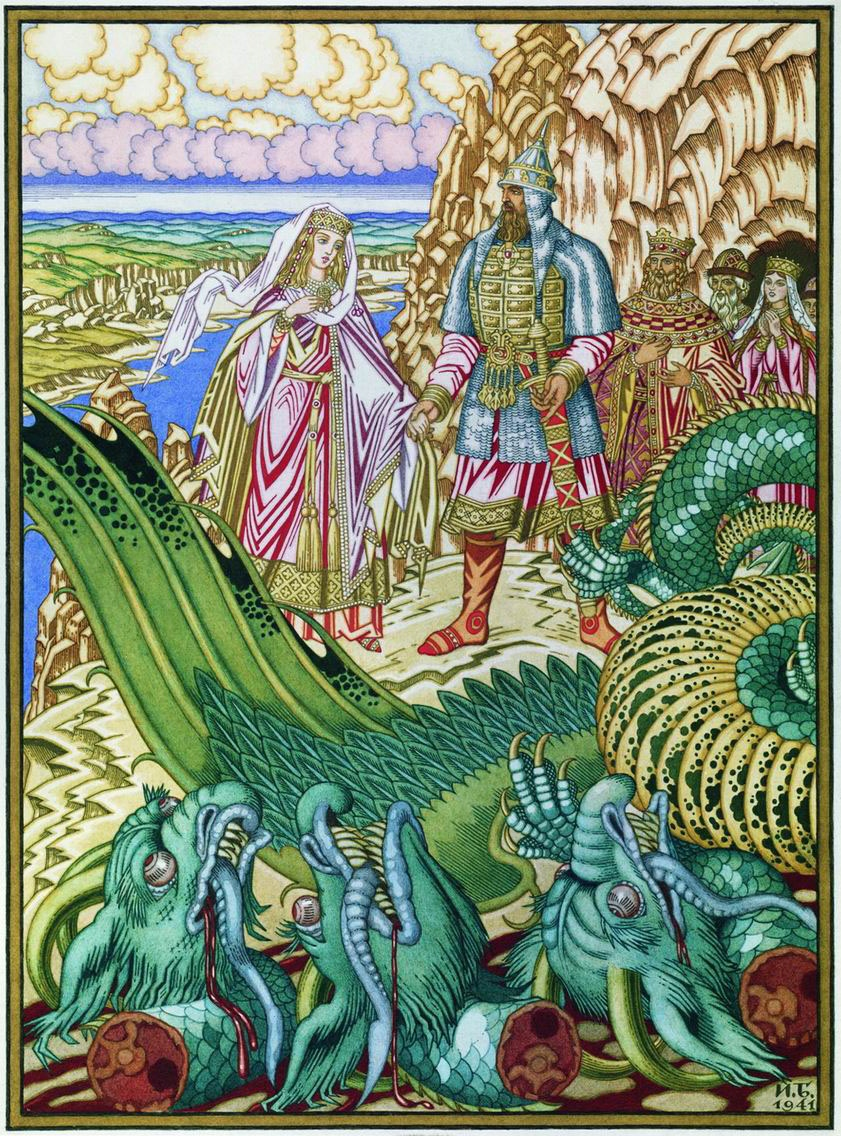
Dobrînia Nikitici o salvează pe Zabava Putiaticina din ghearele dragonului Gorînîci, pictură de Ivan Bilibin

Bîlina (în rusă были́на) este o formă de poezie populară eroică narativă a populațiilor slave. Aceste creații au apărut în secolul al X-lea sau mai devreme și s-au transmis pe cale orală până în secolul al XVIII-lea când au fost înregistrate în scris pentru prima oară. Bîlinele abordează mai multe teme, cea mai frecventă fiind epoca de aur a Kievului din secolul al X-lea până în secolul al XII-lea. Istoria populară prezentată de acestea intră uneori în contradicție cu cea oficială.